# Argia sabino
Argia sabino là một loài chuồn chuồn kim trong họ Coenagrionidae.
Loài này được đưa vào sách đỏ IUCN năm 2007.
Argia sabino được miêu tả khoa học năm 1994 bởi Garrison.